# Naftifine
Le naftifineb est un médicament de type antimycosique. Il est vendu entre autres sous le nom de Naftin.

## Mode d'action
La naftifine est similaire à la terbinafine et on pense qu'elle agit en bloquant la biosynthèse des stérols,.

## Usage médical
Le naftifineb est un médicament antifongique utilisé pour traiter le pied d'athlète, le prurit et la teigne. Bien qu'il soit efficace contre la candidose, d'autres médicaments lui sont préférés. Il est appliqué sur la peau sous la forme d'une crème ou d'un gel.

## Effets secondaires
Des effets secondaires apparaissent chez moins de 5 % des personnes. Ceux-ci peuvent inclure une irritation, une rougeur, des démangeaisons, une sensation de brûlure ou une réaction allergique. Il n'y a pas de preuve de nocivité pendant la grossesse, bien que cet usage ne soit pas bien étudié.

## Histoire
La naftifine a été approuvée pour un usage médical aux États-Unis en 1988. Aux États-Unis, un tube de 45 grammes coûte environ 85 USD en 2021. La naftifine n'est pas disponible au Royaume-Uni.